# 二階堂和美
二階堂和美（日语：二階堂和美，1974年2月14日—）是日本廣島縣大竹市出生的女性歌手。

## 經歷
二階堂和美出身於父親為僧侶、母親為教師的淨土真宗本願寺派家庭，個人在成年後也在該宗教下修行獲得僧侶身份的資格。
在就讀山口大學畢業後，1998年二階堂和美前往東京朝向歌手領域發展，之後隔年發行個人第一張專輯。
於發行個人第三章專輯後，2004年二階堂和美則從東京返回家鄉大竹市定居。之後曾為資生堂、或是日產March拍攝的廣告提供配樂，以及NHK的兒童節目《媽媽一起來》製作節目歌曲。
2013年春季二階堂和美在產下了第一個女兒後，獲得吉卜力工作室動畫導演高畑勳的邀請、替他所執導的動畫《輝耀姬物語》創作片尾曲《生命的記憶》，此歌曲亦由二階堂和美所演唱。

## 作品

### 單曲CD
- 生命的記憶：2013年

### 個人專輯
- ：1999年
- 種子I：2001年
- 又失去了：2003年
- 二階堂和美的專輯：2006年
- 暈染：2011年

### 巡迴專輯
- Nikaidoh Kazumi US tour 2003：2005年
- Nikaidoh Kazumi US Tour Another Movie：2006年

## 外部連結
- 二階堂和美官方網站（页面存档备份，存于）（日語）